# 劉安世

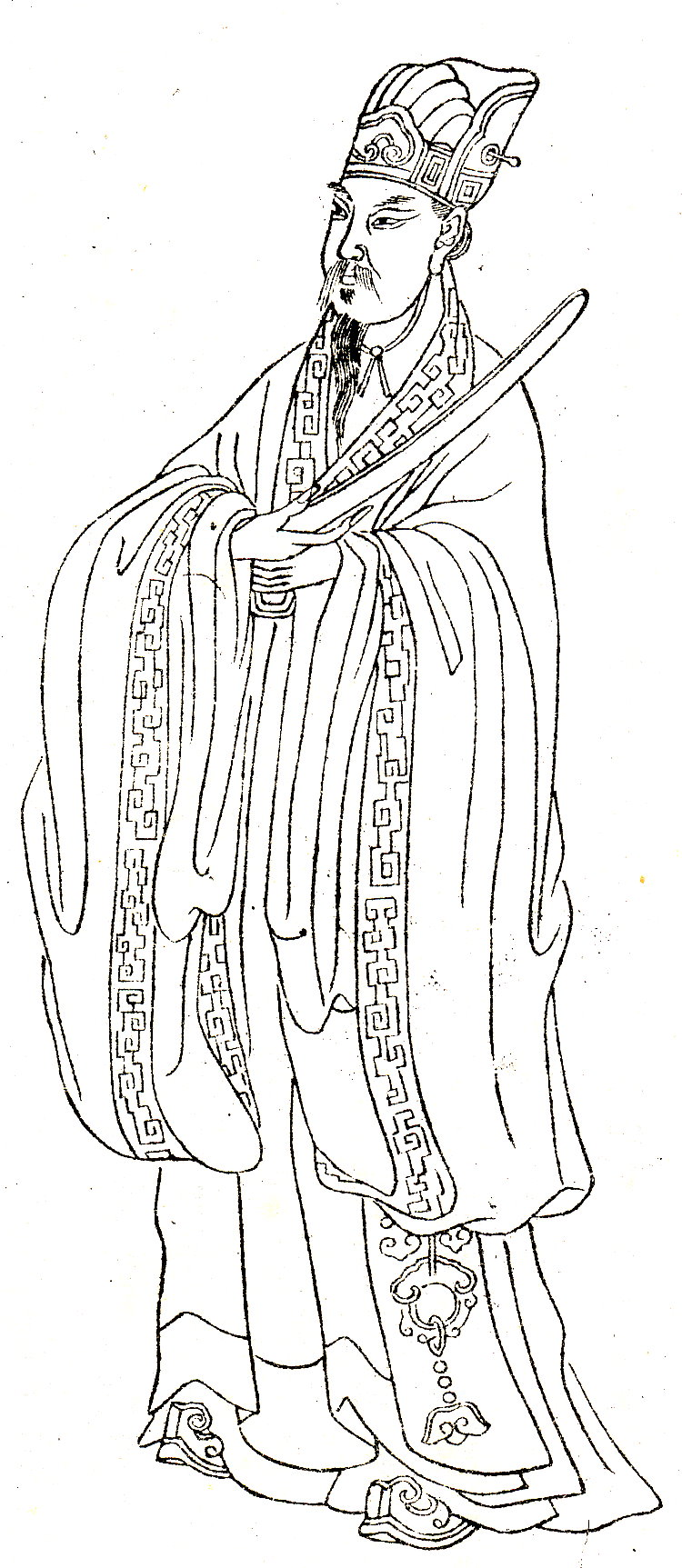
劉安世像，載於《晩笑堂竹莊畫傳》

劉安世（1048年—1125年），又名刘元城，字器之，河北大名人，北宋官员。

## 生平
劉安世早年師從司马光。熙寧六年進士，司馬光任宰相時，推薦劉安世到國史館出任要職，歷官秘書省正字、累進諫議大夫，論事剛直，人稱“殿上虎”。元祐四年，劉安世奏劾謝景溫：“天資姦佞，素多朋附。”徽宗即位後，知真定（河北西路，真定府），蔡京為相，又謫至峽州（荊湖北路）。宣和七年卒。諡忠定。

## 家族
父劉航，進士出身，歷知虞城、犀浦縣。

## 延伸阅读
[在维基数据编辑]
 《宋史/卷345》，出自脱脱《宋史》